# CONSTRUCTION
『CONSTRUCTION』（コンストラクション）はWAR-EDのミニアルバム。

## 概要
WAR-EDのデビュー作は「Underworld」以外の全曲をdoaの徳永暁人が作曲を担当し、「Hurricane」は徳永にとっては初の作詞提供となった。元々は発売日と同じ日に自らが出演した香川テアトロンでのイベント『魂の叫び』を皮切りに同年の12月15日のライブ「HORIE MUSIC MARKET Vol.5」までのライブ限定の発売だったが、同年の7月20日より、ビーイングの音楽サイト、musingにも発売された。レコーディングとしては麻井寛史、山口篤含む4人で行ったが、本作の発売日で2人が脱退し、ゲストミュージシャン扱いになっているので、クレジット上は山下慎司、鶴沢夢人の2人編成という扱いになった。しかし、鶴沢は翌年に脱退したため、鶴沢在籍唯一のアルバムとなった。

## 収録曲
1. ONLY YOUR WAY
2. Underworld
3. キミを知りたい
4. いつも君の事 想い過ぎていたから
5. happy end
6. Hurricane

作詞：山下慎司(#1 - 5)、徳永暁人(#6)
作曲：徳永暁人(#1, 3 - 6)、岡本仁志(#2)
編曲：徳永暁人(#1, 3, 5, 6)、岡本仁志(#2)、葉山たけし(#4)

## レコーディング参加
- 山下慎司 - ボーカル、ギター
- 鶴沢夢人 - ギター、コーラス
  - 麻井寛史 - ベース
  - 山口篤 - ドラム
  - 大田紳一郎(doa) - コーラス